# Zephyrhills
Zephyrhills is een plaats (city) in de Amerikaanse staat Florida, en valt bestuurlijk gezien onder Pasco County.

## Demografie
Bij de volkstelling in 2000 werd het aantal inwoners vastgesteld op 10.833.
In 2006 is het aantal inwoners door het United States Census Bureau geschat op 12.763, een stijging van 1930 (17.8%).

## Geografie
Volgens het United States Census Bureau beslaat de plaats een oppervlakte van
16,4 km², waarvan 16,2 km² land en 0,2 km² water. Zephyrhills ligt op ongeveer 23 m boven zeeniveau.

## Plaatsen in de nabije omgeving
De onderstaande figuur toont nabijgelegen plaatsen in een straal van 16 km rond Zephyrhills.

## Trivia
De 84-jarige Gloria Mackenzie uit Zephyrhills won in mei 2013 591 miljoen dollar in de Powerball loterij. Dit is de grootste individuele prijs ooit die in een loterij in de VS is uitgekeerd.